# Người phụ nữ bị ghét nhất nước Mỹ
The Most Hated Woman in America (tựa việt : Người phụ nữ bị ghét nhất nước Mỹ) là một bộ phim tiểu sử chính kịch của Hoa Kỳ được đạo diễn và biên kịch bởi bộ đôi Tommy O'Haver và Irene Turner. Bộ phim có sự tham gia của nữ diễn viên Melissa Leo trong vai chính của phim nhà hoạt động vô thần người Mỹ có thật trong lịch sử Madalyn Murray O'Hair.
Bộ phim được công chiếu tại  South by Southwest vào ngày 14 tháng 3 năm 2017 và được phát hành trên nền tảng Netflix vào ngày 24 tháng 3 cùng năm.

## Nội dung
Năm 1995, Nhà hoạt động Madalyn Murray O'Hair bị bắt cùng với con trai Garth và cháu gái Robin bởi ba kẻ: David Waters, Gary Karr và Danny Fry. Sau khi được tháo khăn bị mắt ba người bị bắt cóc đã bất ngờ khi nhận ra kẻ chủ mưu Waters.
Cảnh phim lúc này chuyển đến những năm 1960. Madalyn (nhân vật chính của phim) khi này đang là một bà mẹ đơn thân với hai con trai, Garth và người anh trai William J. "Billy Boy" Murray, Jr., vì vốn là một người vô thần nên bà Madalyn từ bé đã truyền bá tư tưởng này tới hai người con trai của mình, cũng chính thái độ và  cách dạy con của bà đã khiến mối quan hệ của Madalyn với cha mẹ mình (hai người mộ đạo) trở lên lạnh nhạt. Một hôm, Madalyn khi nghe con trai mình Billy kể lại việc bản thân bị nhà trường ép buộc phải thực hiện nghi thức công giáo Kinh Lạy Cha ở trường học đã khiến bà rất tức giận, vì vậy Madalyn đã quyết định thực hiện một chiến dịch nhằm chống lại việc phải bắt buộc thực hiện nghi thức cầu nguyện ở trường (en), sự việc của bà lớn tới mức Pháp viện tối cao phải đưa ra phán quyết có lợi cho sự việc của Madalyn và con trai. Sau sự việc này tên tuổi của bà mau chóng nổi tiếng nhưng cũng chính sự việc đó đưa bà trở thành một trong những cá nhân bị ghét nhất tại Hoa Kỳ thời điểm đó.
Bà thành lập một tổ chức của những người vô thần mang tên Hội vô thần Mỹ (en), bà đã cho hai con của mình là Billy và Garth tham gia. Nhưng càng về sau quan hệ giữa con trai lớn Billy và mẹ mình lại ngày càng xấu đi nhưng bất đồng giữa hai người ngày càng tăng. Vì những hoạt động của mình, Madalyn gặp phải rất nhiều nguy hiểm và đe dọa. Trong một lần cùng với các thành viên của hội thực hiện một buổi thu âm, bà đã bị một người phản đối quá khích tấn công bằng súng khi đang bế cháu gái. Chính vì việc này đã khiến vợ chồng Billy nảy sinh bất đồng quyết định ly hôn. Billy sau ly hôn trở thành một kẻ nghiện rượu, những bất đồng với mẹ ra tăng. Billy thậm chí đã thay đổi quan niệm về đức tin của bản thân và tiếp nhận đạo Công giáo. Sau cùng anh quyết định rời hội và cắt đứt quan hệ với mẹ.
Madalyn bắt đầu thu lợi nhuận từ các cuộc tranh luận sôi nổi của bản thân với một mục sư địa phương, bà chuyển tiền lợi nhuận từ các cuộc tranh luận đó vào trong tài khoản của mình ở nước ngoài (en). Một thời gian sau bà tuyển David Waters và chức quản lý của Hội vô thần Mỹ ; anh trở thành hội viên thân cận của Madalyn trong hội, Đặc biệt sau khi anh tiết lộ về quá khứ của bản thân khi từng gây án giết người thời trẻ. Tuy nhiên sau cùng Waters lại nảy sinh bất đồng với Madalyn và bị khai trừ khỏi hội. Năm 1995, anh đòi hội trả khoản tiền một triệu đô la từ Madalyn nhưng bị từ chối. Waters sau đó đã chủ mưu vụ bắt cóc (lúc đầu phim) để đòi lại khoản tiền mà Madalyn đã nợ.
Trong khi đó, nhà báo Jack Ferguson bắt đầu điều tra và vụ bắt cóc, anh thực hiện phỏng vấn với Billy. Anh ấy nhờ một nghệ sĩ phác thảo vẽ một bức tranh về Danny Fry (một trong những đồng phạm của vụ bắt cóc). Ferguson kết hợp điều tra vụ việc với một trợ lý của Madalyn và dần làm sáng tỏ mọi chuyện.
Lúc này tại căn nhà nơi ba người bị bắt cóc, Karr đã giết chết cháu gái của Madalyn sau khi cố gắng hiếp dâm cô không thành công. Trong lúc hoảng loạn, Waters và Karr đã giết chết hai người còn lại Garth và Madalyn. Cuối cùng, Waters đã sai Karr giết chết nốt Danny Fry sau khi chôn xác ba người vì lo sợ Danny sẽ lộ bí mật.
Ferguson sau đó cuối cũng cũng bắt được Waters và Karr để đưa hai người ra xét xử với tội giết người.
Kết phim Karr bị xét tội giết người và bị kết án chung thân; Waters nhận án 68 năm tù nhưng đã qua đời khi đang lĩnh án vào năm 2003. Billy lúc này là chủ tịch của liên đoàn về tự do tôn giáo và tín ngượng tại Hoa Kỳ, Hội vô thần Mỹ vẫn tiếp tục tồn tại và hoạt động bất chấp nhiều chỉ trích.

## Diễn viên
- Melissa Leo trong vai Madalyn Murray O'Hair, nhân vật chính của phim một nhà hoạt động vô thần
- Josh Lucas trong vai David Waters, nhà hoạt động vô thần người mỹ kẻ chủ mưu vụ bắt cóc
- Michael Chernus trong vai Jon Garth Murray, người con út trung thành của Madalyn
  - Devin Taylor Freeman trong vai Garth Murray thời niên thiếu
- Rory Cochrane trong vai Gary Karr, đồng phạm trong vụ bắt cóc Murray O'Hairs
- Vincent Kartheiser trong vai William J. "Billy Boy" Murray, con cả của Madalyn
  - Andy Walken trong vai  William "Billy Boy" Murray thời trẻ
- Sally Kirkland trong vai Lena Christina, mẹ của Madalyn
- Adam Scott trong vai Jack Ferguson, một nhà báo người đầu tiên chú ý và điều tra vụ bắt cóc
- Juno Temple trong vai Robin Murray O'Hair, cháu gái của Madalyn người con gái bị ghẻ lạnh của Bill
- Alex Frost trong vai Danny Fry, một đồng phạm trong vụ bắt cóc Murray O'Hairs
- Brandon Mychal Smith trong vai Roy Collier, Cánh tay phải của Madaly trong hội vô thần Mỹ
- Peter Fonda trong vai Mục sư Bob Harrington
- Ryan Cutrona trong vai John Mays, bố của Madalyn
- Anna Camp trong vai Lutz, giáo viên đã bắt Billy cầu nguyện ở trường học

## Sản xuất
Ngày 8 tháng 7 năm 2015, Netflix thông báo rằng nền tảng chiếu phim này sẽ chịu chi phí sản xuất và phát hành phim The Most Hated Woman in America, Bộ phim chính kịch hóa cuộc đời của nhà hoạt động vô thần Madalyn Murray O'Hair. Phim sẽ được đạo diễn bởi Tommy O'Haver từ chính kịch bản của ông, nữ diễn viên Melissa Leo sẽ vào vai O'Hair. Tháng 3 năm 2016, Peter Fonda, Sally Kirkland, Rory Cochrane, Josh Lucas, Adam Scott, Juno Temple, Vincent Kartheiser, Anna Camp, Michael Chernus, và Alex Frost được thông báo tham gia dàn diễn viên.
Ngày 24 tháng 3 năm 2016, Phim được thông báo đã bắt đầu bấm máy ở Los Angeles tuần trước đó.

## Đón nhận
The Most Hated Woman in America nhận được nhiều đánh giá trái chiều từ các nhà phê bình phim. Phim nhận được mức đánh giá 36% trên chuyên trang Rotten Tomatoes, được dựa trên 22 lượt đánh giá, với mức điểm dưới trung bình 4.62/10. Trên Metacritic, Phim đạt mức đánh giá 41 trên 100, dựa trên tổng cộng 6 đánh giá, đạt mức đánh giá "hỗn hợp hoặc trung bình".
Nhà phê bình Peter Debruge của tờ Variety cho phim mức đánh giá tiêu cực, Peter viết: "Chất lượng của bộ phim tùy thuộc vào cảm nhận của khán giả: Bộ phim hay hơn khá nhiều so với những phim truyền hình thông thường, trong khi chất lượng lại không được bằng các bộ phim chiếu rạp."